# Trustschapsraad
De Trustschapsraad is een van de bestuursorganen van de Verenigde Naties. De raad heeft als functie om toezicht uit te oefenen op het bestuur van de trustgebieden, die formeel onder het internationale trustschapsstelsel worden geplaatst, maar de facto quasi-koloniaal bestuurd worden door telkens een van de lidstaten. De raad telt als enige lidstaten de vijf permanente leden van de Veiligheidsraad: de Volksrepubliek China, de Verenigde Staten, Rusland (oorspronkelijk de Sovjet-Unie), het Verenigd Koninkrijk en Frankrijk.

## Geschiedenis
De Trustschapsraad was een voortzetting van de opdracht van de Volkenbond, die het systeem onder de benaming mandaatgebieden had ingesteld voor niet terug te geven ex-kolonies van verliezers van de Eerste Wereldoorlog die ook 'nog niet' onafhankelijk werden, maar de facto onder de grote winnaars verdeeld. Alle elf trustgebieden die bij de stichting van de Verenigde Naties bestonden, of de daaruit voortgekomen staten, hebben inmiddels hun soevereiniteit (terug)gekregen van de raad. Het door de VS bestuurde Zuidzee-eilandgebied Palau was het laatste trustgebied van de raad en werd begin november 1994 lid van de Verenigde Naties.

## Huidige status
Aangezien de raad sindsdien geen trustgebieden meer heeft en er wellicht geen nieuwe bij krijgt, is er op 25 mei 1994 unaniem besloten dat de leden alleen nog bij elkaar komen als de President van de Trustschapsraad of een meerderheid van de lidstaten het wenst. Ook komen ze bijeen als de Algemene Vergadering of de Veiligheidsraad (wat dus overeenkomt met een meerderheid van de raadsleden) dat verlangt.
De voorzitter van de Trustschapsraad is Anne Gueguen, de vicepresident is Jonathan Guy Allen. De enige huidige taak van deze bestuurders is om af en toe de hoofden van andere VN-agentschappen te ontmoeten.
De vergaderzaal zelf wordt nog steeds gebruikt maar voor andere bestuursorganen. Na een renovatie van drie jaar, waarbij het oorspronkelijke ontwerp van de Deense architect Finn Juhl werd hersteld, werd de kamer in 2013 heropend.

## Toekomstperspectieven
De formele afschaffing van de Trustschapsraad zou de herziening van het VN-Handvest vereisen, en daarom is het niet nagestreefd. Ook andere functies voor de Trustschapsraad zijn overwogen.
In 1996 publiceerde de Commission on Global Governance het rapport Our Global Neighborhood, waarin ze de Verenigde Naties aanraadde om hoofdstukken 12 en 13 van het Handvest van de Verenigde Naties aan te passen. In de nieuwe hoofdstukken zou de Trustschapsraad bevoegdheid moeten krijgen over de globale meent: het niet onder lidstaten op te delen gezamenlijke restterritorium van de mensheid, bestaande uit de oceanen, de atmosfeer, de ruimte en Antarctica.
Toenmalig secretaris-generaal Kofi Annan gaf in maart 2005 aan dat de Trustschapsraad in de huidige opzet weinig nut had en had de afbouw ervan dan ook meegenomen in zijn hervormingen die hij aan de Algemene Vergadering voorstelde. Op het World Summit 2005 is er echter geen beslissing gevallen over de toekomst van de Trustschapsraad.

## Kaarten 1945 en 2010

De wereld in 1945, Volkerenbond
De oprichtende lidstaten van de VN
VN-oprichters die hun onafhankelijkheid vierden na de oprichting van de VN
Gebieden die worden bestuurd onder een mandaat van de Volkenbond
Staten met een bijzondere verdragsrelatie met een VN-lidstaat
Gebieden die in 1949 onder het VN-trustschapssysteem vielen
Derde landen van de VN
Andere afhankelijke gebieden

De wereld in 2010, VN lidstaten (zonder trustgebieden)
Lidstaten van de VN
Niet-zelfbesturende gebieden
Derde landen van de VN
Waarnemer Niet-lidstaten van de VN

Algemene Vergadering · Veiligheidsraad · Economische en Sociale Raad · Secretariaat van de Verenigde Naties · Internationaal Gerechtshof · Trustschapsraad